# Alejandrino Arce
Tiburcio Alejandrino Arce González (Areguá, 11 agosto 1955) è un ex calciatore paraguaiano, di ruolo difensore.

## Carriera

### Club
Giocò nella massima serie paraguaiana con il Club Nacional.

### Nazionale
Con la Nazionale paraguaiana vinse la Copa América 1979.